# Decaschistia intermedia
Decaschistia intermedia är en malvaväxtart som beskrevs av William Grant Craib. Decaschistia intermedia ingår i släktet Decaschistia och familjen malvaväxter. Inga underarter finns listade i Catalogue of Life.